# بلبار ذو الناب
بلبار ذو الناب (الاسم العلمي:†Balbaroo fangaroo) هو نوع منقرض من الثدييات يتبع جنس البلبار من فصيلة الكنغريات.